# Biografteatern Scala

Biografteater Scala I Ystad 2025.

Biografteatern Scala i Ystad är Sverige äldsta bevarade biograf ritad och byggd för sitt ändamål. Scala invigdes 14 september 1910, och är fortfarande i drift med visningar 3-4 dagar i veckan.
Biografteatern Scala var en exklusiv biograf, på premiären visades fem olika kortfilmer, biljettpriset var då mellan 25 och 50 öre. Scalas popularitet växte, och en utbyggnad krävdes, efter tillbyggnad invigdes Scala på nytt 14 september 1925 med plats för 327 personer. 1930 kom ljudfilmen till Scala som sedermera kom att ägas av Svenska Förenade Biograf.
Biografteatern Scala har idag 130 sittplatser, utöver filmvisningar arrangeras där även konserter, teater, konferenser mm. Scala drivs idag av  Föreningen Scalas Vänner.
Lions Club Ystad utsåg Scalas vänner till Årets förening 2017, med motiveringen - Föreningen Scalas vänner är en av Ystads främsta kulturaktörer som sprider god kultur till medlem och icke medlem.